# ستان روجرز
ستان روجرز هو كاتب أغاني ومغني وملحن ومغن مؤلف كندي، ولد في 29 نوفمبر 1949 في هاميلتون في كندا، وتوفي في 2 يونيو 1983 في Cincinnati/Northern Kentucky International Airport ‏ في الولايات المتحدة بسبب استنشاق الدخان.

## وصلات خارجية
- الموقع الرسمي
- ستان روجرز على موقع IMDb (الإنجليزية)
- ستان روجرز على موقع ميوزك برينز (الإنجليزية)
- ستان روجرز على موقع أول ميوزيك (الإنجليزية)
- ستان روجرز على موقع ديسكوغز (الإنجليزية)